# Evelyn de Rothschild
Sir Evelyn Robert Adrian de Rothschild (London, 29. kolovoza 1931. – ?, 8. studenog 2022.) bio je britanski bankar, poduzetnik i filantrop iz britanske loze bogate židovske obitelji Rothschild. Godine 1989. imenovan je vitezom. Njegovo osobno bogatstvo procjenjuje se na 20 milijardi $.

## Životopis
Rodio se kao jedini sin od troje djece u obitelji Anthonyja Gustava de Rothschilda (1887. – 1961.) i Yvonne Lydia Louise Cahen d'Anvers (1899. – 1977.). Dobio je ime po svom stricu Evelynu Achilleu koji je poginuo u akciji za vrijeme Prvog svjetskog rata 1917. godine. Za vrijeme Drugog svjetskog rata proveo je neko vrijeme u SAD-u. Poslije povratka u Ujedinjeno Kraljevstvo, završio je školu Harrow u Londonu i koledž Trinity u Cambridgeu.
Godine 1957. zaposlio se u obiteljskoj banci N M Rothschild & Sons Ltd kako bi riješio pripravnički staž i uvježbao se bankarskom poslu. Dvije godine ranije, 1955., njegov otac je napustio predsjedničku funkciju koju je predao rođaku, barunu Victoru Rothschildu (1910. – 1990.). Poslije očeve smrti, Evelyn je postao partner u banci, da bi 1976. godine postao predsjednikom uprave. Godine 1982. postao je i predsjednikom Rothschilds Continuation Holdings AG, koordinirajuće firme koja je upravljala bankarskom grupacijom. Godine 1994. postao je dopredsjednik Rothschild Bank A.G. iz Zuricha.
Godine 2003. obavljeno je spajanje britanske i francuske bankarske kuće u jedinstvenu banku pod imenom Rothschild & Co. Nakon spajanja, funkciju predsjednika uprave preuzeo je David René de Rothschild iz francuske grane, dok je Evelyn postao neizvršni predsjednik podružnice N M Rothschild & Sons.
Bavio se brojnim drugim aktivnostima i primio je brojne počasti tijekom života. Bio je guverner Londonske škole za ekonomiju i političke znanosti, bio je predsjednik delegacije Medicinske škole Bolnica St. Mary (1977. – 1988.). Također, bio je član vijeća Kraljevske akademije dramskih umjetnosti, predsjednik The Economista (1972. – 1989.), predsjednik Udruge britanskih poslovnih banaka i osiguravajućih kuća (1985. – 1989.), direktor De Beersovih rudnika (1977. – 1994.) i direktor IBM United Kingdom Holdings Limited (1972. – 1995.). Primio je 1994. godine počasne diplome prvostupnika znanosti i prvostupnika ekonomije na koledžu Hull University i počasnu diplomu doktora znanosti Londonskog sveučilišta, 1999. godine.
Umro je 8. studenog 2022.

### Privatni život
Dana 30. rujna 1966. godine oženio je Jeannette Ellen Dorothy Bishop (1940. – 1981.). Razveli su se 1971. godine. Drugi se put oženio 1. srpnja 1973. godine s Victorijom Lou Schott (r. 1949.), a brak je završio razvodom 2000. godine. S njom je imao troje djece:
- Jessica de Rothschild (r. 1974.)
- Anthony James de Rothschild (r. 1977.)
- David Mayer de Rothschild (r. 1978.)

U studenom 2000. godine oženio je Lynn Forester (r. 1954.).

## Vanjske poveznice
- Evelyn Robert Adrian de Rothschild (1931.-) - family.rothschildarchive.org (engl.)
- Evelyn de Rothschild neto vrijednost - celebritynetworth.com (engl.)